# Крістіан Дінгерт
Крістіан Дінгерт (нім. Christian Dingert; нар. 14 липня 1980 року, Таллігтенберг, Німеччина) — німецький футбольний арбітр, арбітр ФІФА з 2013.

## Кар'єра
З 2002 Крістіан починає судити матчі нижчих ліг чемпіонату Німеччини, суддя ФСН. З 2004 року він судить матчі другої Бундесліги та залучається як помічник головного арбітра до матчів Бундесліги, зокрема судив у матчах, де головними арбітрами були Вольфганг Штарк та Мануель Грефе.
У сезоні 2006/07 дебютував як асистент головного арбітра в Лізі чемпіонів УЄФА та Кубку УЄФА.
12 вересня 2010 дебютує в Бундеслізі як головний арбітр у матчі «Кельн» та «Санкт-Паулі» 1:0. До зимової перерви сезону 2012/13 Крістіан у головній лізі Німеччини відсудив 26 матчів.
З січня 2013 Дінгерт разом з Тобіасом Вельцем стають арбітрами ФІФА.
18 липня 2013 дебютує як головний арбітр у Лізі Європи УЄФА в матчі КР (Рейк'явік) та «Стандард» (Льєж) 1:3.

## Матчі національних збірних
| Дата           | Місце проведення  | Збірні                        | Рахунок | Турнір               | ЖК | YK · YK · RK | RK |
| -------------- | ----------------- | ----------------------------- | ------- | -------------------- | -- | ------------ | -- |
| 5 березня 2014 | Нетанья, Ізраїль  | Ізраїль – Словаччина          | 1 – 3   | Товариський матч     | 3  | 0            | 0  |
| 12 жовтня 2015 | Борисов, Білорусь | Білорусь – Північна Македонія | 0 – 0   | Кваліфікація ЧЄ 2016 | 3  | 0            | 0  |